# Vérkhniaia Ékon
Vérkhniaia Ékon (en rus: Верхняя Эконь) és un poble del krai de Khabàrovsk, a Rússia, que el 2018 tenia 456 habitants. Pertany al districte rural de Komsomolsk na Amure.